# Station Nicwałd
Station Nicwałd is een spoorwegstation in de Poolse plaats Nicwałd.